# Catedral de Zvartnots
La catedral de Zvartnóts (en armenio, Զվարթնոց, o ángeles celestiales) es una catedral circular en ruinas del siglo VII ubicada a unos quince kilómetros al oeste de Ereván, en el límite de la ciudad de Echmiadzín, en la provincia armenia de Armavir.
Junto con iglesias en Echmiadzín, Zvartnóts fue añadido a la lista de la Unesco del Patrimonio de la Humanidad en el año 2000.

## Historia
Zvartnóts fue construida en una época en la que gran parte de Armenia se encontraba bajo el control bizantino y durante el principio de las invasiones de Armenia por los árabes musulmanes. La construcción de la catedral comenzó en 642 bajo la guía del catholicos Nersés III (apodado Shinogh o el constructor), quien construyó la catedral majestuosa dedicada a San Gregorio en el lugar donde se supone que aconteció un encuentro entre el rey Trdat III y Gregorio el Iluminador. Según el historiador armenio medieval Movsés Kaghankatvatsi, la catedral se consagró en 653. De 653 a 659, Nersés estaba en Tayk y la construcción de la catedral continuó bajo Anastás Akarratsi. Tras la ocupación árabe de Dvin y las guerras cada vez más intensas entre los ejércitos bizantinos y los árabes en las fronteras orientales del primero, Nersés transfirió el palacio patriarca del católicos de Dvin a Zvartnóts.

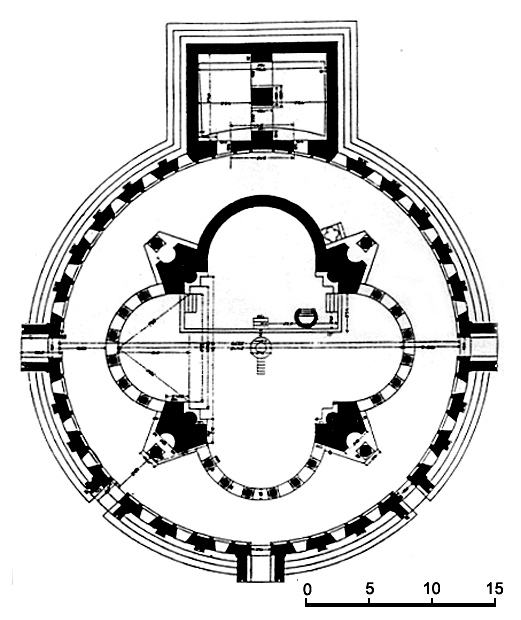
El plano de la catedral, tal como lo dibujó Toros Toramanian.

Zvartnóts permaneció en pie hasta el fin del siglo X; después, las fuentes históricas callan respecto a la causa de su caída. Una imitación cercana de la catedral fue llevada a cabo por Trdat el arquitecto bajo el reinado de Gagik I Bagratuni durante la década final del siglo X. El historiador contemporáneo armenio Stepanos Taronetsi se refirió a Zvartnóts cuando describió la iglesia que Gagik I había inaugurado como «una gran estructura en Vałaršapat, dedicada al mismo santo, que había quedado en ruinas».

## Excavaciones
Zvartnóts permaneció enterrado hasta que sus restos fueron descubiertos a principios del siglo XX. El lugar fue excavado entre 1901 y 1907 bajo la dirección del vardapet Khachik Dadyán, descubriendo los cimientos de la catedral así como los restos del palacio del catolicós y una bodega. Las excavaciones además revelaron que Zvartnóts se alzaba sobre los restos de estructuras que se remontan al reinado del rey de Urartu Rusa II.

## Estructura
La mayor parte de los estudiosos aceptan la reconstrucción de 1905 de Toros Toramanián, quien trabajó en las excavaciones originales, que el edificio tenía tres plantas. Algunos estudiosos como S. Mnatsakanyán, y principalmente A. Kuznetsov, sin embargo, rechazan su reconstrucción y han ofrecido planes alternativos. Kuznetsov, por ejemplo, oponen que el plan de Toramanián fue «ilógico constructivamente» e insistió en que los expertos técnicos de la época no se corresponden con el diseño general que el arquitecto había concebido.
El interior de la iglesia decorada con mosaicos tiene la forma de una cruz griega o tetraconch, con un pasillo rodeando esta zona, mientras que el exterior tenía un polígono de 32 lados que parecen circulares desde la distancia.
Algunas fuentes afirman que la catedral de Zvartnóts está representada sobre el monte Ararat en un relieve en la Sainte-Chapelle de París. Sin embargo, no es muy probable dado que el fresco fue pintado más de 300 años después de la destrucción de la iglesia.

## Curiosidades
Un dibujo de la catedral fue representado en la primera emisión de los billetes de 100 AMD y su modelo puede verse en el Museo de Historia de Ereván.